# Nho Corvina
Corvina là một giống nho được trồng để làm rượu vang Ý đôi khi còn được gọi là Corvina Veronese hoặc Cruina. Tổng diện tích trồng nho toàn cầu trong năm 2010 là 7.495 hécta (18.520 mẫu Anh), tất cả đều được trồng ở vùng Veneto ở đông bắc Ý, ngoại trừ 19 hécta (47 mẫu Anh) được trồng ở Argentina. Corvina được sử dụng với một số loại nho khác để tạo ra loại rượu vang đỏ vùng Bardolino và Valpolicella có hương vị trái cây nhẹ với một chút hạnh nhân. Những hỗn hợp này bao gồm Corvinone, Rondinella, và Molinara và Rossignola cho loại rượu sau. Nó cũng được sử dụng để sản xuất Amarone và Recioto.

## Rượu vang

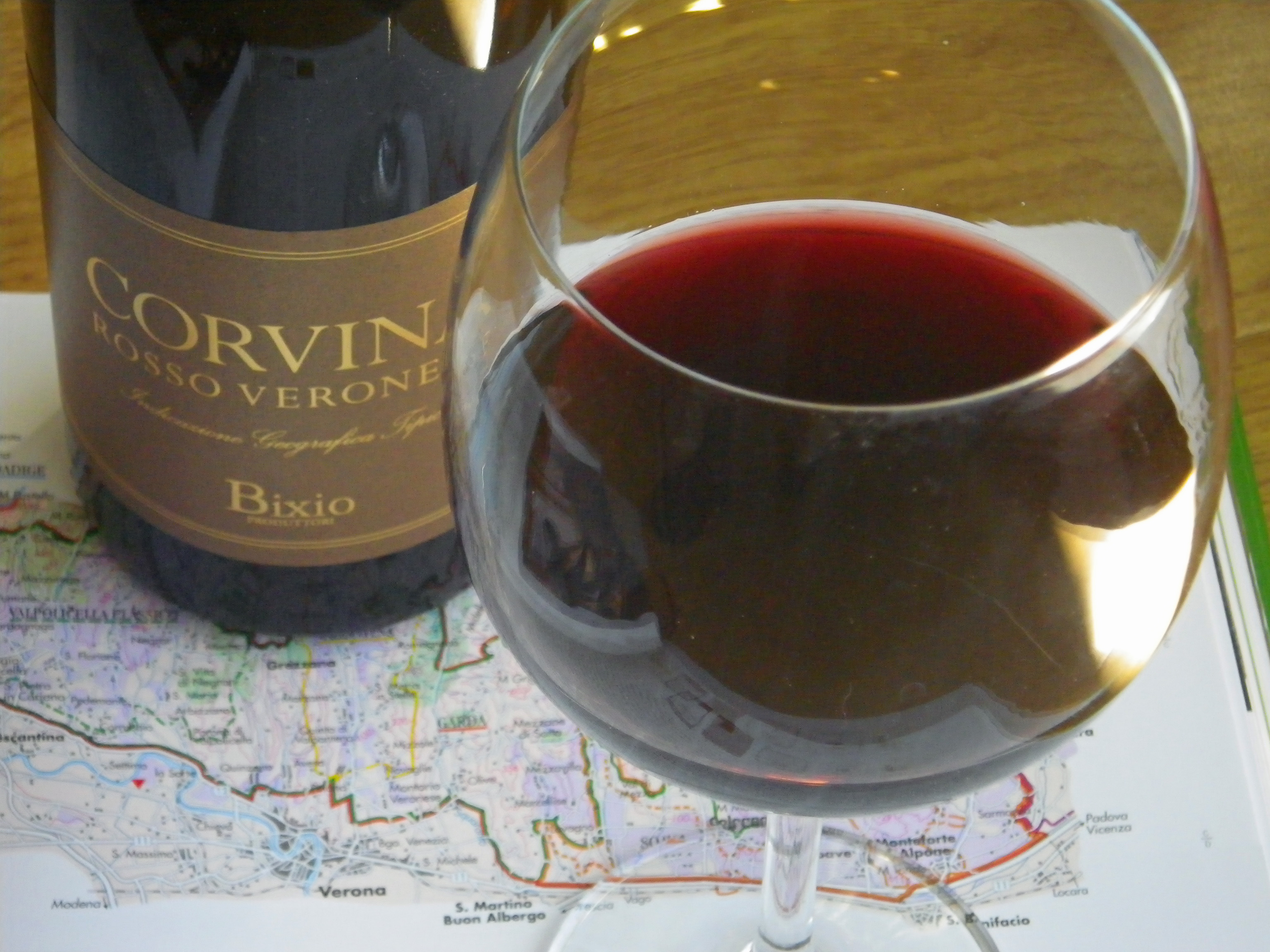
Ví dụ về rượu varietal được sản xuất từ Corvina

Corvina tạo ra độ nhạt để vừa cơ thể các loại rượu vang với một màu đỏ thẫm màu nhạt. Độ axit cao tự nhiên của nho có thể làm cho rượu có vị hơi cay với một chút hạnh nhân đắng. Kết thúc đôi khi được đánh dấu bằng hương vị chua của anh đào. Ở một số vùng của Valpolicella, các nhà sản xuất đang sử dụng quá trình lão hóa thùng để tăng thêm cấu trúc và độ phức tạp cho rượu vang. Các loại quả mọng nhỏ của Corvina có hàm lượng tannin thấp và chiết xuất màu nhưng có vỏ dày rất lý tưởng để làm khô và bảo vệ nho khỏi bị thối.

## Nghề trồng nho
Cây nho Corvina chín muộn và dễ tạo ra năng suất cao có thể ảnh hưởng tiêu cực đến chất lượng rượu vang. Trong chu kỳ sinh trưởng của cây nho, một vài nụ đầu tiên không ra quả. Các dây leo cần được đào tạo dọc theo một pergola cho phép một cây gậy dài có thể tạo ra nhiều nụ.

## Mối quan hệ với các loại nho khác
Trong lịch sử ở vùng Veneto, Corvina thường bị nhầm lẫn với Corvinone, một loại nho đỏ lớn hơn tương tự chín sau đó, nhưng hồ sơ DNA đã chỉ ra rằng chúng là hai giống khác nhau. Năm 2005, bằng chứng DNA cho thấy Corvina là giống bố mẹ của giống nho Rondinella của Venice.